# Академічна премія Suntory
Академічна премія Suntory (яп. サントリー学芸賞) — щорічна японська академічна нагорода, яку спонсорує Культурний фонд Suntory.
Премія була заснована 1979 року, та розглядає книги, написані японською мовою дослідниками в галузі гуманітарних і соціальних наук, видані в Японії. Хоча лауреати можуть мати будь-яку національність або професію, більшість одержувачів є викладачами науково-дослідних установ або університетів. Головний приз — меморіальна дошка, а додатковий — 2 мільйони єн. Одна й та сама особа не може отримати кілька нагород. Крім того, немає пам’ятних нагород за загиблих та їхні досягнення.
Хоча існує багато літературних премій, зосереджені саме на академічній літературі зустрічаються не часто, що надає премії Suntory сильної присутності та розголосу. Хоча це не премія для новачків, її часто присуджують молодим дослідникам. Часто її присуджують за унікальні міждисциплінарні дослідження. Також, традиційно ця нагорода визнає дослідження в області манґи та аніме, а не дивиться на них як на поверхневі прояви субкультури.

## Категорія Політика/Економіка
| Рік  | Автор           | Робота                                                                                 | Сфера діяльності                                   |
| ---- | --------------- | -------------------------------------------------------------------------------------- | -------------------------------------------------- |
| 1984 | Такенака Хейзо  | Економіка досліджень і розробок та капітальних інвестицій (研究開発と設備投資の経済学) | міжнародна економіка                               |
| 1984 | Йошікава Хіроші | Макроекономічні дослідження (マクロ経済学研究)                                         | макроекономіка                                     |
| 1985 | Аокі Масахіко   | Сучасні підприємства (現代の企業)                                                      | порівняльний інституційний аналіз                  |
| 1993 | Івай Кацухіто   | Монетарна теорія (貨幣論)                                                              | динаміка дисбалансів, монетарна та юридична теорія |

## Категорія Мистецтво/Література
| Рік  | Автор       | Робота                                                    | Сфера діяльності |
| ---- | ----------- | --------------------------------------------------------- | ---------------- |
| 1988 | Хара Хіроші | Простір [від функції до аспекту] (空間〈機能から様相へ〉) | архітектура      |
| 2004 | Хара Кен'я  | Проектування дизайну (デザインのデザイン)                 | дизайн           |

## Категорія Суспільство/Розваги
| Рік  | Автор              | Робота                                                           | Сфера діяльності                  |
| ---- | ------------------ | ---------------------------------------------------------------- | --------------------------------- |
| 1988 | Фуджіморі Терунобу | Пригоди архітектурного детективу: Токіо (建築探偵の冒険・東京篇) | історія архітектури               |
| 1991 | Кавамото Сабуро    | Фантом Тайшо (大正幻影)                                          | літературна критика               |
| 1994 | Оцука Ейджі        | Простір вираження повоєнної манги (戦後まんがの表現空間)         | манґа критика                     |
| 1994 | Уено Чідзуко       | Становлення та занепад сучасної сім'ї (近代家族の成立と終焉)     | соціологія сім'ї, ґендерна теорія |

## Категорія Філософія/Історія
| Рік  | Автор         | Робота                                                                                 | Сфера діяльності             |
| ---- | ------------- | -------------------------------------------------------------------------------------- | ---------------------------- |
| 1981 | Шіоно Нанамі  | Історії морського міста (海の都の物語)                                                 | історія Італії               |
| 1999 | Хірокі Адзума | Онтологічне та поштове - про Жака Дерріду (存在論的、郵便的－ジャック・デリダについて) | постмодернізм, сучасна думка |

## Зовнішні посилання
- Suntory Cultural Foundation Офіційний сайт Культурного фонду Suntory.